# Colonia Francisco I. Madero, Oaxaca
Colonia Francisco I. Madero är en ort i Mexiko.   Den ligger i kommunen San Lucas Ojitlán och delstaten Oaxaca, i den sydöstra delen av landet, 300 km sydost om huvudstaden Mexico City. Colonia Francisco I. Madero ligger 87 meter över havet och antalet invånare är 139.
Terrängen runt Colonia Francisco I. Madero är platt åt sydväst, men åt nordost är den kuperad. Runt Colonia Francisco I. Madero är det ganska glesbefolkat, med 39 invånare per kvadratkilometer. Närmaste större samhälle är Isla Soyaltepec, 11,7 km nordväst om Colonia Francisco I. Madero. Omgivningarna runt Colonia Francisco I. Madero är en mosaik av jordbruksmark och naturlig växtlighet.